# Duck hunter

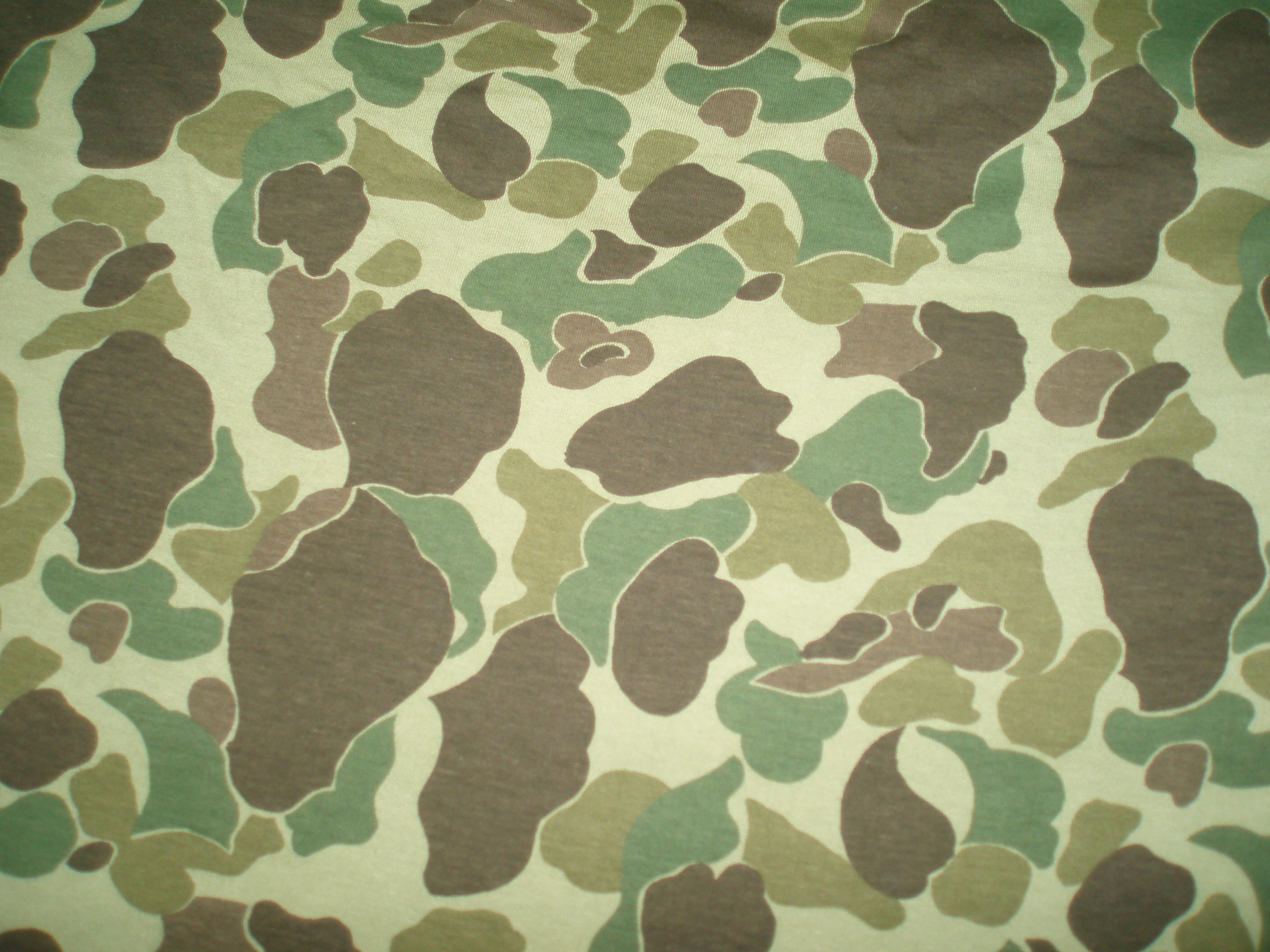
Tkanina s maskovacím vzorem duck hunter

Duck hunter (Lovec kachen) byl první maskovací vzor používaný v ozbrojených silách USA, zejména jednotkami Námořní pěchoty.[zdroj?]

## Rozšíření

### Druhá světová válka
Vzor Duck hunter byl využíván hlavně silami USMC v Tichomoří, na evropském bojišti byl zaváděn pouze experimentálně. Důvodem tohoto bylo, že docházelo k záměnám s maskovacím vzorem jednotek SS a tzv. Friendly Fire, tedy palbě do vlastních vojáků. Na evropském bojišti byly uniformy používány ještě krátce po Operaci Overlord na vylodění v Normandii, ale vzhledem k výše zmíněným záměnám jednotek došlo k vyřazení uniforem.[zdroj?]

#### Uniformy
Vzor se rozšířil nejprve jako potah na přilby. Poté byly zaváděny kombinézy s tímto vzorem.[zdroj?]

### Válka v Koreji
Po druhé světové válce došlo k jakémusi "zapomenutí" na maskovací uniformy a opět se používaly pouze uniformy barvy olivové zeleně. Maskovací potahy, používané vojáky na helmách byly pouze „zbytky“ z výstrojních skladů.[zdroj?]
V současnosti nejsou vzory typu Duck hunter armádami používány, občas se objevují na různých částech oblečení, prodávaných v civilním sektoru.